# Oulmantama
Oulmantama (auch: Ouiman Tama, Wimane-Tama) ist ein Dorf in der Landgemeinde Liboré in Niger.

## Geographie
Das von einem traditionellen Ortsvorsteher (chef traditionnel) geleitete Dorf befindet sich rund fünf Kilometer nordöstlich des Hauptorts Liboré der gleichnamigen Landgemeinde, die zum Departement Kollo in der Region Tillabéri gehört. Zu den Siedlungen in der näheren Umgebung von Oulmantama zählt Sorey Ganda im Osten.
Oulmantama ist Teil der Übergangszone zwischen Sahel und Sudan. Die durchschnittliche jährliche Niederschlagsmenge beträgt hier zwischen 500 und 600 mm.

## Geschichte
Der staatliche Stromversorger NIGELEC elektrifizierte das Dorf im Jahr 2018.

## Bevölkerung
Bei der Volkszählung 2012 hatte Oulmantama 629 Einwohner, die in 68 Haushalten lebten.

## Wirtschaft und Infrastruktur
Es gibt eine Grundschule im Dorf. Sie wurde von September bis November 2007 von der kanadischen Wohltätigkeitsorganisation Pencils for Kids errichtet. Nördlich von Oulmantama verläuft die asphaltierte Nationalstraße 1, die mit 1601,7 Kilometern längste Fernstraße Nigers.